# Peter Snell
Peter George Snell, född 17 december 1938 i Opunake i Taranaki, Nya Zeeland, död 12 december 2019 i Dallas, Texas, USA, var en nyzeeländsk friidrottare inom medeldistanslöpning.

## Karriär
Snell hade en kort karriär och är mest känd för sina tre OS-guld 1960 och 1964 på 800 och 1500 meter. Han satte fem individuella världsrekord under sin karriär. Han var på toppen av sin karriär 1965 då han överraskande drog sig tillbaka. Han blev utsedd till Nya Zeelands "Sports Champion of the (20th) Century".

### Personliga rekord
- 800 meter - 1.44,3 3 februari 1962 (Nyzeeländskt rekord)
- 1000 meter - 2.16,6 12 november 1964 (Nyzeeländskt rekord)

## Efter karriären
Snell arbetade på en tobaksfabrik efter sin karriär som friidrottare. Han flyttade till USA 1971. Vid sin död bodde han i Texas.
Snell blev avbildad på ett frimärke från Nya Zeeland som gavs ut 2004. Frimärket föreställer Snell när han passerar mållinjen under 800-metersloppet vid OS 1964.